# Konradyna
Konradyna – żeński odpowiednik imienia Konradyn, które jest włoskim zdrobnieniem germańskiego imienia Konrad.
Konradyna imieniny obchodzi 1 listopada, jako wspomnienie bł. Konradyna z Brescii.